# Harkness Memorial State Park
Harkness Memorial State Park (auch: Eolia-Harkness Estate) ist ein State Park im US-Bundesstaat Connecticut auf dem Gebiet der Gemeinde Waterford. Das Anwesen mit 89 ha (220 acre) war ursprünglich der Landsitz eines Industriellen-Erben und beherbergt einen botanischen Garten und liegt direkt am Long Island Sound. Zum Park gehört ein Landhaus im Renaissance Revival-Stil mit 42 Zimmern. Es wurde durch das New Yorker Architektenbüro Lord & Hewlett entworfen zusammen mit italienischem, orientalischem und Cutting garden sowie verschiedenen Gewächshäusern.

## Geschichte
Ursprünglich war Eolia das Landhaus von Edward Harkness, einem Millionenerbe, dessen Vater Stephen V. Harkness durch Investments in John D. Rockefellers Standard Oil Company reich geworden war. Edward Harkness erwarb das Gelände 1907. Zwischen 1918 und 1929 wurden durch die Landschaftsarchitektin Beatrix Jones Farrand große Erweiterungen vorgenommen. Mary Harkness ließ ihre Vorstellungen sehr genau umsetzen und engagierte nach der Pensionierung von Farrand eine weitere bedeutende Landschaftsarchitektin: Marian Coffin. 1950 wurde Eolia dann dem State Connecticut übereignet und 1952 Teil des State Park System.
1980 deckte ein Hurrikan das Kupferdach ab, so dass das Gebäude größeren Schaden erlitt. Von 1993 bis 1998 wurde es aufwändig renoviert.
Als Eolia—Harkness Estate wurde es 1986 ins National Register of Historic Places aufgenommen.  Der Komplex umfasst 15 Gebäude und zwei weitere Structures.

## Name
Eolia ist benannt nach Aiolos, dem griechischen Gott der Winde.